# Thomas Mütze

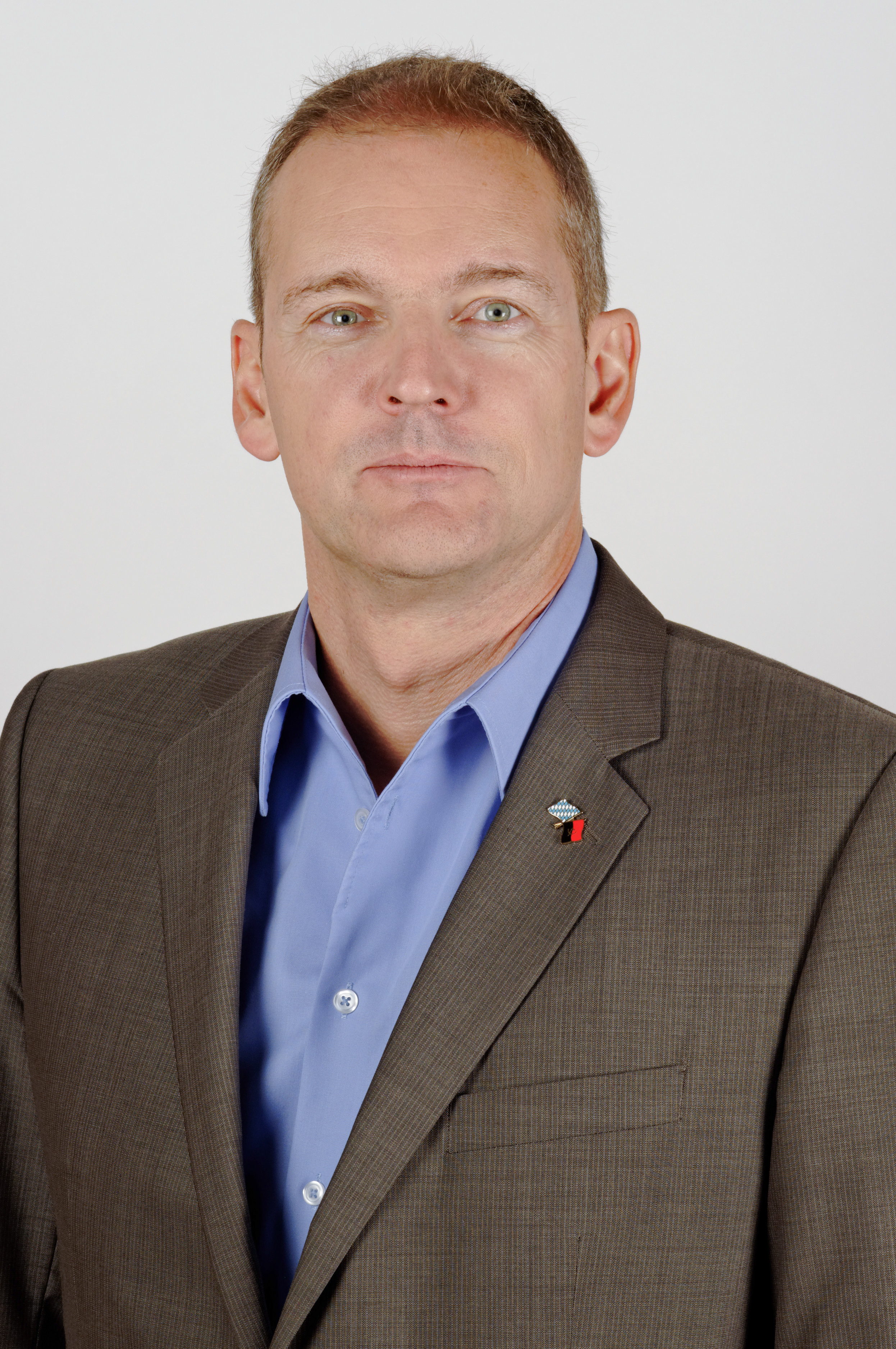
Thomas Mütze (2012)

Thomas Mütze (* 26. Juni 1966 in Würzburg) ist ein ehemaliger bayerischer Landtagsabgeordneter für Bündnis 90/Die Grünen.

## Leben

### Ausbildung und Beruf
1985 machte er sein Abitur. Von 1985 bis 1987 leistete er seinen Zivildienst beim Roten Kreuz Main-Spessart ab. Anschließend absolvierte er von 1987 bis 1992 sein Lehramtsstudium an der Justus-Liebig-Universität in Gießen. Von 1992 bis 1994 schloss sich das Referendariat in Dieburg/Hessen an. 1994 bis 2003 war er im Schuldienst in Aschaffenburg.
Er hat drei Kinder.

### Politische Laufbahn
Seit 1983 ist er Mitglied bei den Grünen. 1994 übernahm er das Amt des Kreisvorstandssprechers KV Aschaffenburg-Land.

### Öffentliche Ämter
Er gehört seit 2003 dem Landtag an und ist Mitglied im Ausschuss für Wirtschaft, Verkehr und Infrastruktur. In der 15. Legislaturperiode war er Mitglied im Ausschuss für Staatshaushalt und Finanzfragen, sowie im Ausschuss für Fragen des Öffentlichen Dienstes und vertrat die Grüne Fraktion in der Enquete-Kommission Jungsein in Bayern – Zukunftsperspektiven für die kommenden Generationen. Bei der Landtagswahl 2008 wurde er über die Bezirksliste Unterfranken für den Stimmkreis Aschaffenburg-West wieder in den Landtag gewählt. 
Am 16. Juni 2010 wurde Thomas Mütze als Nachfolger von Sepp Daxenberger († 2010) Fraktionsvorsitzender der Fraktion Bündnis 90/Die Grünen im Bayerischen Landtag. Am 9. Februar 2011 wurde er in dieser Position von Martin Runge abgelöst. Im März 2016 wurde er zusammen mit Rosi Steinberger als Sprecher des Arbeitskreises Ökologie und Ökonomie der grünen Landtagsfraktion wiedergewählt.
Zur Landtagswahl in Bayern 2018 trat er nicht mehr zur Wahl an und schied somit aus dem Landtag aus.
Zur Landtagswahl in Bayern 2023 trat Mütze im Stimmkreis Aschaffenburg-West wiederum an, wurde aber nicht in den Landtag gewählt.
Außerdem war er von 1996 bis 2010 Mitglied im Stadtrat Aschaffenburg.

## Ehrungen
- 2018: Bayerischer Verdienstorden[6]